# Regulární matice
Regulární, též invertibilní nebo nesingulární matice je v matematice čtvercová matice, která má inverzi. Regulární matice lze charakterizovat několika rovnocennými způsoby. Regulární matice jsou například charakterizovány tím, že lineární zobrazení, které popisují, jsou bijektivní. Proto má soustava lineárních rovnic s regulární maticí soustavy vždy jednoznačné řešení. Množina regulárních matic pevné velikosti nad okruhem nebo nad tělesem, spolu s maticovým součinem jako binární operace, tvoří obecnou lineární grupu.
Ne každá čtvercová matice má inverzi. Čtvercová matice, která nemá inverzní matici, se nazývá singulární matice.

## Definice
Čtvercová matice {\displaystyle {\boldsymbol {A}}\in R^{n\times n}} s prvky z okruhu {\displaystyle R} s jednotkovým prvkem (v praxi většinou obor reálných čísel ) se nazývá regulární, pokud existuje matice {\displaystyle {\boldsymbol {B}}\in R^{n\times n}} taková, že
{\displaystyle {\boldsymbol {A}}{\boldsymbol {B}}={\boldsymbol {B}}{\boldsymbol {A}}=\mathbf {I} },
kde {\displaystyle I} označuje jednotkovou matici . Matice {\displaystyle {\boldsymbol {B}}} je zde jednoznačně určena a nazývá se inverzní matice k matici {\displaystyle {\boldsymbol {A}}}. Inverzní matice {\displaystyle {\boldsymbol {A}}} se obvykle značí {\displaystyle {\boldsymbol {A}}^{-1}}. Pro singulární matici žádná taková matice {\displaystyle {\boldsymbol {B}}} neexistuje.
Je {\displaystyle R} komutativní okruh nebo těleso, jsou obě podmínky {\displaystyle {\boldsymbol {A}}{\boldsymbol {B}}=\mathbf {I} } a {\displaystyle {\boldsymbol {B}}{\boldsymbol {A}}=\mathbf {I} } ekvivalentní, tj., matice inverzní zleva je inverzní i zprava a naopak. V tomto případě lze podmínku oslabit na {\displaystyle {\boldsymbol {B}}{\boldsymbol {A}}=\mathbf {I} } nebo {\displaystyle {\boldsymbol {A}}{\boldsymbol {B}}=\mathbf {I} }.

## Ukázky

### Reálné matice
Matice
{\displaystyle {\boldsymbol {A}}={\begin{pmatrix}2&3\\1&2\end{pmatrix}}}
je regulární, protože má inverzní matici
{\displaystyle {\boldsymbol {B}}={\begin{pmatrix}2&-3\\-1&2\end{pmatrix}}} ,
neboť
{\displaystyle {\boldsymbol {A}}{\boldsymbol {B}}={\begin{pmatrix}2&3\\1&2\end{pmatrix}}\cdot {\begin{pmatrix}2&-3\\-1&2\end{pmatrix}}={\begin{pmatrix}1&0\\0&1\end{pmatrix}}=\mathbf {I} } .
Na druhou stranu, matice
{\displaystyle {\boldsymbol {A}}={\begin{pmatrix}2&3\\0&0\end{pmatrix}}}
je singulární, protože pro jakoukoli matici
{\displaystyle {\boldsymbol {B}}={\begin{pmatrix}a&b\\c&d\end{pmatrix}}}
platí
{\displaystyle {\boldsymbol {A}}{\boldsymbol {B}}={\begin{pmatrix}2&3\\0&0\end{pmatrix}}\cdot {\begin{pmatrix}a&b\\c&d\end{pmatrix}}={\begin{pmatrix}2a+3c&2b+3d\\0&0\end{pmatrix}}\neq \mathbf {I} } .

### Matice nad okruhy
Matice
{\displaystyle {\boldsymbol {A}}={\begin{pmatrix}3x^{3}&x^{2}-1\\3x^{2}+3&x\end{pmatrix}}}
s prvky z polynomiálního okruhu {\displaystyle R=\mathbb {R} [x]} má determinant:
{\displaystyle \det {\boldsymbol {A}}=3x^{3}\cdot x-(x^{2}-1)\cdot (3x^{2}+3)=3}
Protože prvek {\displaystyle 3} je invertovatelný v okruhu {\displaystyle R}, je i matice {\displaystyle {\boldsymbol {A}}} regulární v {\displaystyle R^{2\times 2}}. S pomocí adjungované matice lze určit její inverzní matici:
{\displaystyle {\boldsymbol {B}}={\frac {1}{3}}{\begin{pmatrix}x&1-x^{2}\\-3x^{2}-3&3x^{3}\end{pmatrix}}={\begin{pmatrix}{\frac {x}{3}}&{\frac {1}{3}}(1-x^{2})\\-x^{2}-1&x^{3}\end{pmatrix}}} .
Matice
{\displaystyle {\boldsymbol {A}}={\begin{pmatrix}[3]_{12}&[7]_{12}\\{}[1]_{12}&[4]_{12}\end{pmatrix}}}
s prvky z okruhu zbytkových tříd {\displaystyle R=\mathbb {Z} /12\mathbb {Z} } má determinant:
{\displaystyle \det {\boldsymbol {A}}=[3]_{12}\cdot [4]_{12}-[7]_{12}\cdot [1]_{12}=[5]_{12}}
Protože prvek {\displaystyle [5]_{12}} je invertovatelný v {\displaystyle R} , je matice {\displaystyle {\boldsymbol {A}}} regulární v {\displaystyle R^{2\times 2}}. Její inverzní matice je
{\displaystyle {\boldsymbol {B}}={\frac {1}{[5]_{12}}}{\begin{pmatrix}[4]_{12}&[-7]_{12}\\{}[-1]_{12}&[3]_{12}\end{pmatrix}}=[5]_{12}{\begin{pmatrix}[4]_{12}&[5]_{12}\\{}[11]_{12}&[3]_{12}\end{pmatrix}}={\begin{pmatrix}[8]_{12}&[1]_{12}\\{}[7]_{12}&[3]_{12}\end{pmatrix}}} .
Naopak matice
{\displaystyle {\boldsymbol {A}}={\begin{pmatrix}[3]_{12}&[7]_{12}\\{}[1]_{12}&[9]_{12}\end{pmatrix}}}
s prvky z téhož okruhu zbytkových tříd {\displaystyle R=\mathbb {Z} /12\mathbb {Z} } má determinant:
{\displaystyle \det {\boldsymbol {A}}=[3]_{12}\cdot [9]_{12}-[7]_{12}\cdot [1]_{12}=[20]_{12}=[8]_{12}}
Čísla {\displaystyle 8} a {\displaystyle 12} jsou soudělná, a proto {\displaystyle \det {\boldsymbol {A}}=[8]_{12}} v {\displaystyle \mathbb {Z} /12\mathbb {Z} } nemá inverzní prvek, a proto je matice {\displaystyle {\boldsymbol {A}}} singulární.

## Alternativní definice

### Regulární matice nad tělesem
Pro čtvercovou matici {\displaystyle {\boldsymbol {A}}} řádu {\displaystyle n} nad tělesem {\displaystyle K}, například nad reálnými nebo komplexními čísly, jsou následující podmínky ekvivalentní
(tj. buď jsou všechna pravdivá, nebo všechna nepravdivá pro danou matici):
- Matice {\displaystyle {\boldsymbol {A}}} je regulární, čili existuje matice {\displaystyle {\boldsymbol {B}}} taková, že {\displaystyle {\boldsymbol {A}}{\boldsymbol {B}}=\mathbf {I} }.
- Existuje matice {\displaystyle {\boldsymbol {B}}} taková, že {\displaystyle {\boldsymbol {B}}{\boldsymbol {A}}=\mathbf {I} }.
- Determinant matice {\displaystyle {\boldsymbol {A}}} je nenulový: {\displaystyle \det {\boldsymbol {A}}\neq 0}.
- Nula není vlastní číslo matice {\displaystyle {\boldsymbol {A}}}.
- Soustava lineárních rovnic {\displaystyle {\boldsymbol {Ax}}=\mathbf {0} } má pouze triviální řešení {\displaystyle {\boldsymbol {x}}=\mathbf {0} }.
- Pro každé {\displaystyle b\in K^{n}} existuje alespoň jedno řešení {\displaystyle x\in K^{n}} soustavy lineárních rovnic {\displaystyle {\boldsymbol {Ax}}={\boldsymbol {b}}}.
- Pro každé {\displaystyle b\in K^{n}} existuje nejvýše jedno řešení {\displaystyle x\in K^{n}} soustavy lineárních rovnic {\displaystyle {\boldsymbol {Ax}}={\boldsymbol {b}}}.
- Řádkové vektory jsou lineárně nezávislé.
- Řádkové vektory generují {\displaystyle K^{n}}.
- Sloupcové vektory jsou lineárně nezávislé.
- Sloupcové vektory generují {\displaystyle K^{n}}.
- Lineární zobrazení {\displaystyle K^{n}\to K^{n}} dané předpisem {\displaystyle {\boldsymbol {x}}\to {\boldsymbol {Ax}}} je prosté (injektivní).
- Lineární zobrazení {\displaystyle K^{n}\to K^{n}}dané předpisem {\displaystyle {\boldsymbol {x}}\to {\boldsymbol {Ax}}} je surjektivní.
- Transponovaná matice {\displaystyle {\boldsymbol {A}}^{\mathrm {T} }} je regulární.
- {\displaystyle {\boldsymbol {A}}} má plnou hodnost, neboli {\displaystyle \operatorname {rank} {\boldsymbol {A}}=n}.
- Matici {\displaystyle {\boldsymbol {A}}} lze převést ekvivalentními řádkovými úpravami na jednotkovou matici {\displaystyle \mathbf {I} }.
- Matici {\displaystyle {\boldsymbol {A}}} lze převést ekvivalentními řádkovými úpravami do odstupňovaného tvaru s {\displaystyle n} pivoty.
- Matici {\displaystyle {\boldsymbol {A}}} lze vyjádřit jako konečný součin elementárních matic.

### Regulární matice nad jednotkovým komutativním okruhem
Obecněji řečeno, pro čtvercovou matici {\displaystyle {\boldsymbol {A}}} řádu {\displaystyle n} s prvky z komutativního okruhu s jedničkou {\displaystyle R} jsou následující podmínky ekvivalentní:
- Matice {\displaystyle {\boldsymbol {A}}} je regulární, čili existuje matice {\displaystyle {\boldsymbol {B}}} taková, že {\displaystyle {\boldsymbol {A}}{\boldsymbol {B}}=\mathbf {I} ={\boldsymbol {B}}{\boldsymbol {A}}}.
- Determinant matice {\displaystyle {\boldsymbol {A}}} má v okruhu {\displaystyle R} inverzní prvek.
- Pro všechny {\displaystyle b\in R^{n}} existuje právě jedno řešení {\displaystyle x\in R^{n}} soustavy lineárních rovnic {\displaystyle {\boldsymbol {Ax}}={\boldsymbol {b}}}.
- Pro všechny {\displaystyle b\in R^{n}} existuje alespoň jedno řešení {\displaystyle x\in R^{n}} soustavy lineárních rovnic {\displaystyle {\boldsymbol {Ax}}={\boldsymbol {b}}}.
- Řádkové vektory tvoří bázi {\displaystyle R^{n}}.
- Řádkové vektory generují {\displaystyle R^{n}}.
- Sloupcové vektory tvoří bázi {\displaystyle R^{n}}.
- Sloupcové vektory generují {\displaystyle R^{n}}.
- Lineární zobrazení {\displaystyle R^{n}\to R^{n}} dané předpisem {\displaystyle {\boldsymbol {x}}\to {\boldsymbol {Ax}}}, je surjektivní.
- Transponovaná matice {\displaystyle {\boldsymbol {A}}^{\mathrm {T} }} je inverzní.

Podstatný rozdíl oproti tělesu spočívá v tom, že obecně surjektivita (a tedy i bijektivita) nevyplývá z injektivity lineárního zobrazení - například u zobrazení {\displaystyle \mathbb {Z} \to \mathbb {Z} }, daného předpisem {\displaystyle x\to 2x}.
Pro singulární matici {\displaystyle {\boldsymbol {A}}} není splněna žádná z výše uvedených podmínek.

## Vlastnosti

### Hustota
Množina singulárních reálných matic řádu {\displaystyle n} je nulová množina, neboli má Lebesgueovu míru nula. To plyne z toho, že singulární matice jsou kořeny funkce determinantu a ta je spojitá, neboť se jedná o polynom v prvcích matice. V jazyce teorie míry jsou proto téměř všechny matice řádu {\displaystyle n} regulární.
Kromě toho tvoří regulární matice řádu {\displaystyle n} hustou otevřenou množinou v topologickém prostoru všech matic řádu {\displaystyle n}. Množina singulárních matic je naopak uzavřená a řídká.
V praxi se však můžeme setkat se singulárními maticemi. V numerických výpočtech se mohou vyskytnout problematické matice, které jsou sice regulární, ale blízké singulární matici. Takové matrice se nazývají špatně podmíněné.

### Počet regulárních matic nad tělesem zbytkových tříd
Matice s prvky z tělesa zbytkových tříd {\displaystyle \mathbb {Z} _{p}} s prvočíslem {\displaystyle p} je regulární právě tehdy, když jsou řádkové vektory lineárně nezávislé.
Pro těleso {\displaystyle \mathbb {Z} _{2}} lze počet regulárních matic řádu {\displaystyle n} vypočítat takto:
- Každý z {\displaystyle n} prvků 1. řádku může nezávisle nabývat dvou hodnot. Nulový vektor je vyloučen. Pro 1. řádek proto existuje {\displaystyle 2^{n}-1} možností.
- Pro 2. řádek jsou vyloučeny všechny vektory, které jsou lineární kombinací 1. řádku, takže {\displaystyle 2} vektory. Pro 2. řádek existuje {\displaystyle 2^{n}-2} možností.
- Pro 3. řádek jsou vyloučeny všechny vektory, které jsou lineární kombinací 1. a 2. řádku, takže {\displaystyle 2^{2}} vektorů. Pro 3. řádek existuje {\displaystyle 2^{n}-2^{2}} možností.
- Obecně tedy pro řádek s indexem {\displaystyle k} existuje {\displaystyle 2^{n}-2^{k-1}} možných hodnot. Pro všechny řádky matice tedy existuje celkem {\displaystyle (2^{n}-2^{0})(2^{n}-2^{1})(2^{n}-2^{2})\cdots (2^{n}-2^{n-1})} možností.

Z uvedeného lze odvodit i podíl regulárních matic mezi všemi maticemi řádu {\displaystyle n}. Různých matic řádu {\displaystyle n} je celkem {\displaystyle 2^{n\cdot n}=2^{n^{2}}} , protože každý z {\displaystyle n\cdot n=n^{2}} prvků může nezávisle nabývat dvou hodnot. Podíl regulárních matic je
{\displaystyle {\begin{aligned}&(2^{n}-2^{0})(2^{n}-2^{1})(2^{n}-2^{2})\cdots (2^{n}-2^{n-1})/2^{n\cdot n}\\&={\frac {2^{n}-2^{0}}{2^{n}}}\cdot {\frac {2^{n}-2^{1}}{2^{n}}}\cdot {\frac {2^{n}-2^{2}}{2^{n}}}\cdots {\frac {2^{n}-2^{n-1}}{2^{n}}}\\&=\left(1-{\frac {1}{2^{n}}}\right)\left(1-{\frac {1}{2^{n-1}}}\right)\left(1-{\frac {1}{2^{n-2}}}\right)\cdots \left(1-{\frac {1}{2^{1}}}\right)\\&=\prod _{k=1}^{n}\left(1-\left({\frac {1}{2}}\right)^{k}\right)\end{aligned}}}
Pro {\displaystyle n} jdoucí k nekonečnu tento součin konverguje podle věty o pětiúhelníkových číslech {\displaystyle \left|{\tfrac {1}{2}}\right|<1} ke konečné limitě, přibližné hodnoty 0,289.
Uvedený výpočet lze zobecnit pro těleso {\displaystyle \mathbb {Z} _{p}} s libovolným prvočíslem {\displaystyle p}. Různých matic řádu {\displaystyle n} je {\displaystyle p^{n\cdot n}=p^{n^{2}}}, z nichž {\displaystyle (p^{n}-p^{0})\cdot (p^{n}-p^{1})\cdot (p^{n}-p^{2})\cdot \ldots \cdot (p^{n}-p^{n-1})} je regulárních. Podíl regulárních matic je {\displaystyle \prod _{k=1}^{n}\left(1-\left({\frac {1}{p}}\right)^{k}\right)}.